# Nonnenstraat (Zaltbommel)
De Nonnenstraat is een straat in de stad Zaltbommel in de Nederlandse provincie Gelderland. De straat loopt vanaf de Zandstraat tot de Boschstraat en de Nieuwstraat waar hij in overgaat. Zijstraten van de Nonnenstraat zijn Karstraat, Oliemolen, Kloosterstraat, Oliestraat en Omhoeken. De straat dankt zijn naam aan een laat middeleeuws klooster dat hier ooit stond. De Nonnenstraat is ongeveer 320 meter lang.
De Nonnenstraat is een van de oudste straten in Zaltbommel. Zo stond er vroeger aan het einde van de Nonnenstraat de "Kleine stenen molen" van het type Standerdstellingmolen van 1440 tot en met 1697. Aan nr. 5-7 staat het Maarten van Rossumhuis, dat het Stadskasteel Zaltbommel huisvest. Dat is sinds 2008 de naam van een streekmuseum voor de geschiedenis, in 1937 opgericht als het Maarten van Rossummuseum. Achter nr. 73 ligt de heemtuin "De Mispelhof" die via de Oliemolen is te bereiken, aan de zuidelijke rand van de historische binnenstad, bij een oude stadsmuur. Ernaast ligt een kruidentuin, "De Kloosterhof", met daarnaast de Joodse begraafplaats Oliemolen. Nummer 73 is een stadsboerderij (rijksmonument), en 74, 76 en 78 zijn eveneens rijksmonumentale panden.

## Fotogalerij

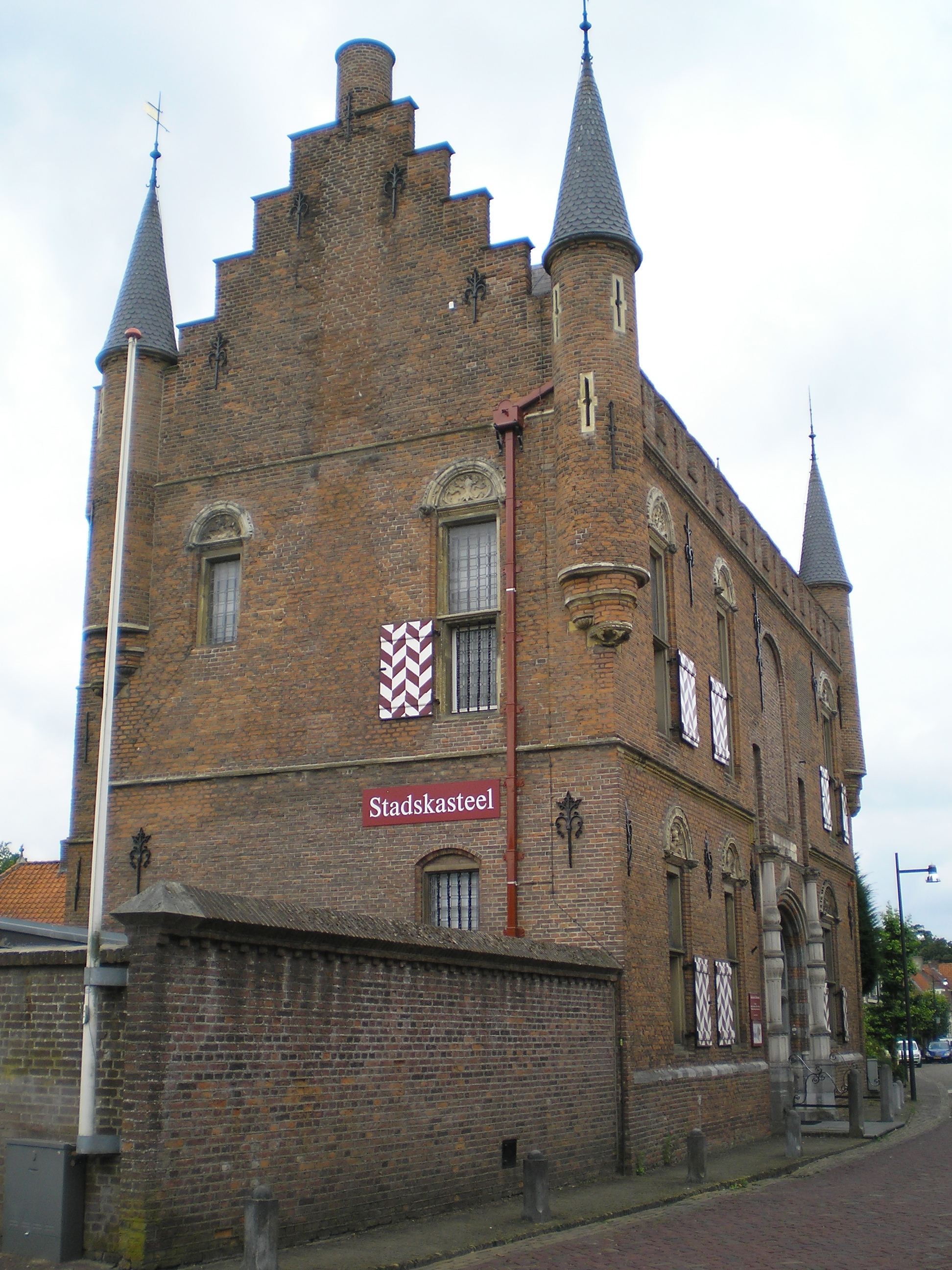
Maarten van Rossumhuis
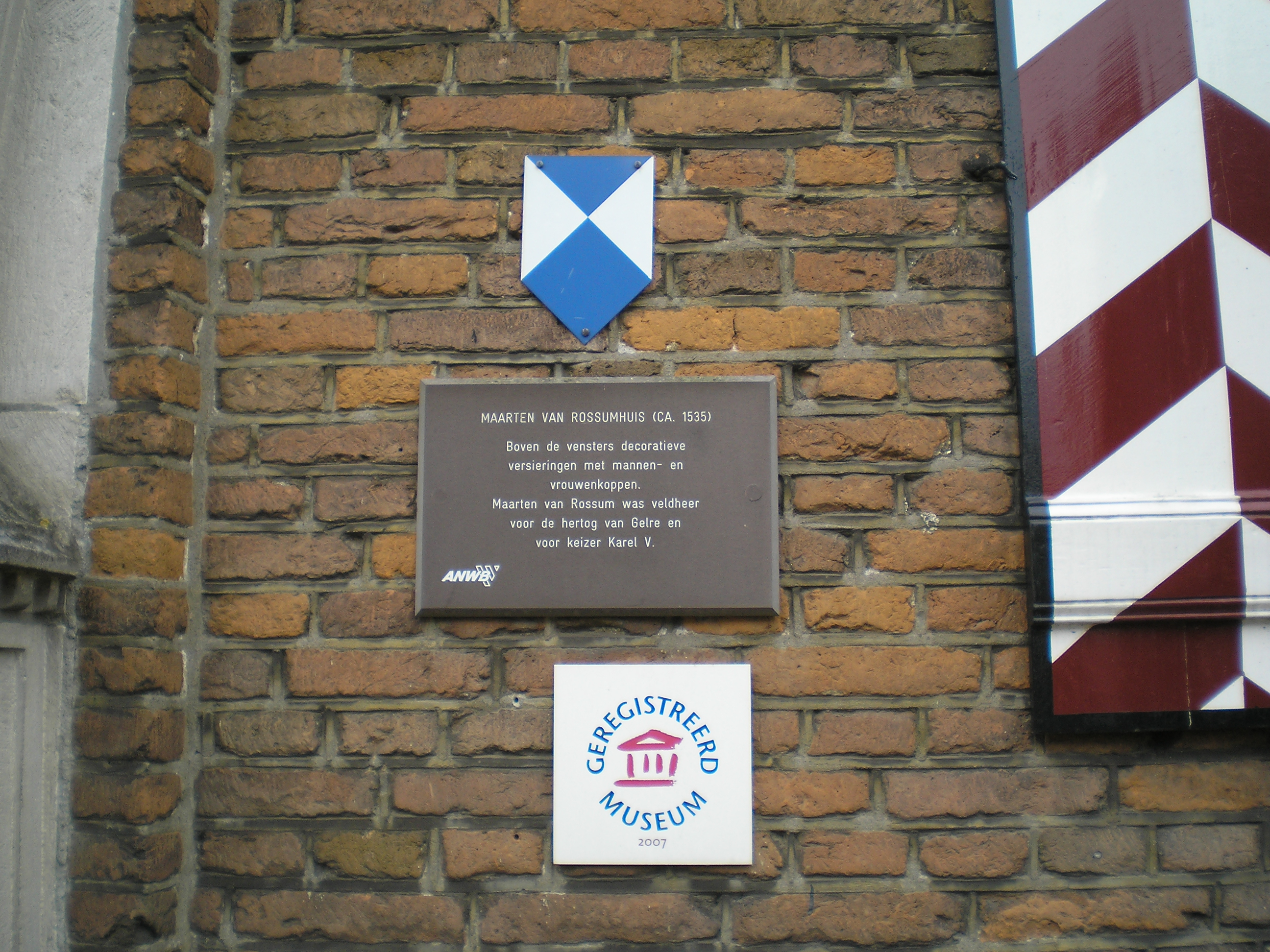
Tekstplaat met historie over het Maarten van Rossumhuis
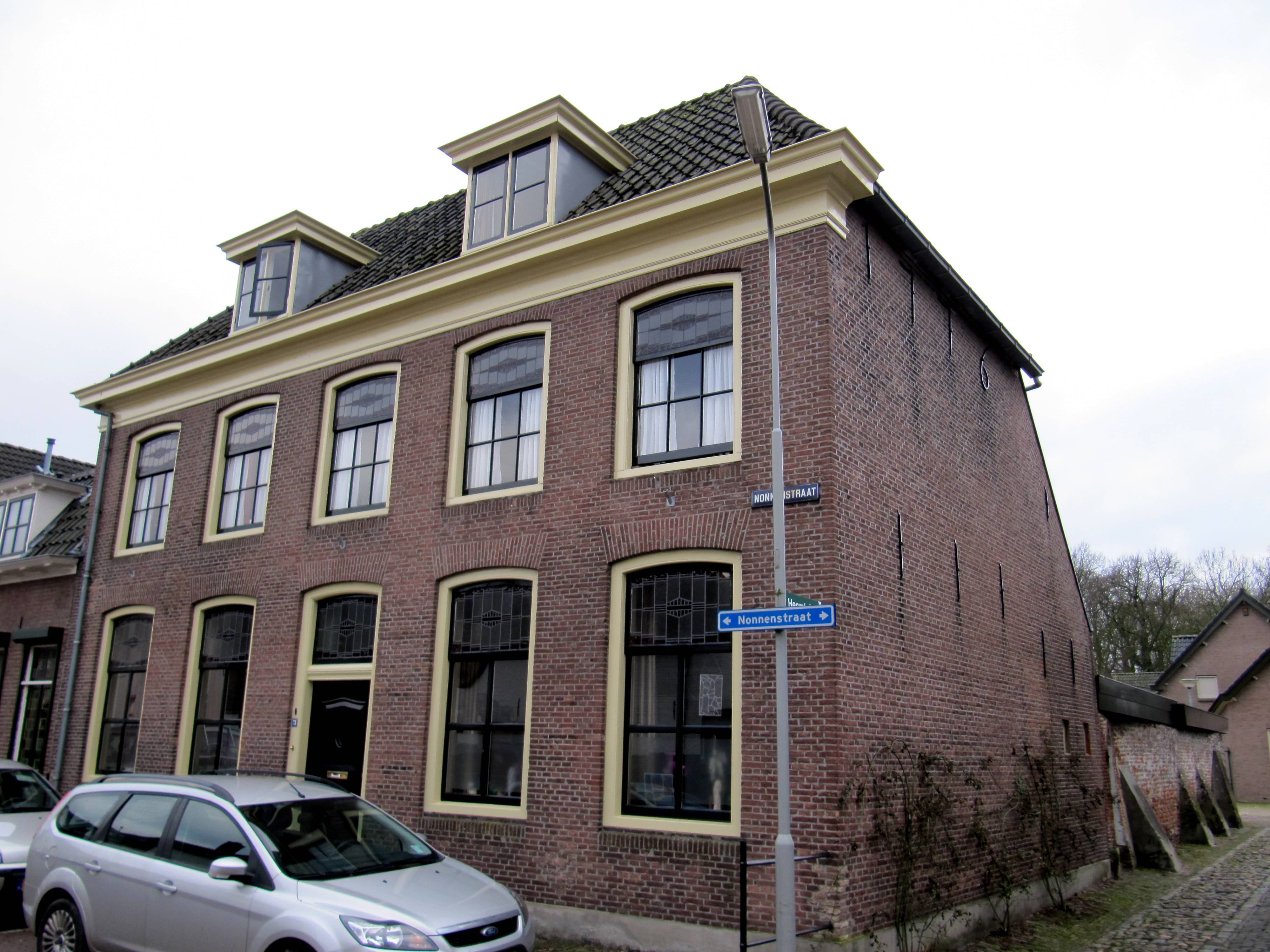
Stadsboerderij aan Nonnenstraat 73 (rijksmonument), met rechts ernaast de straat Oliemolen
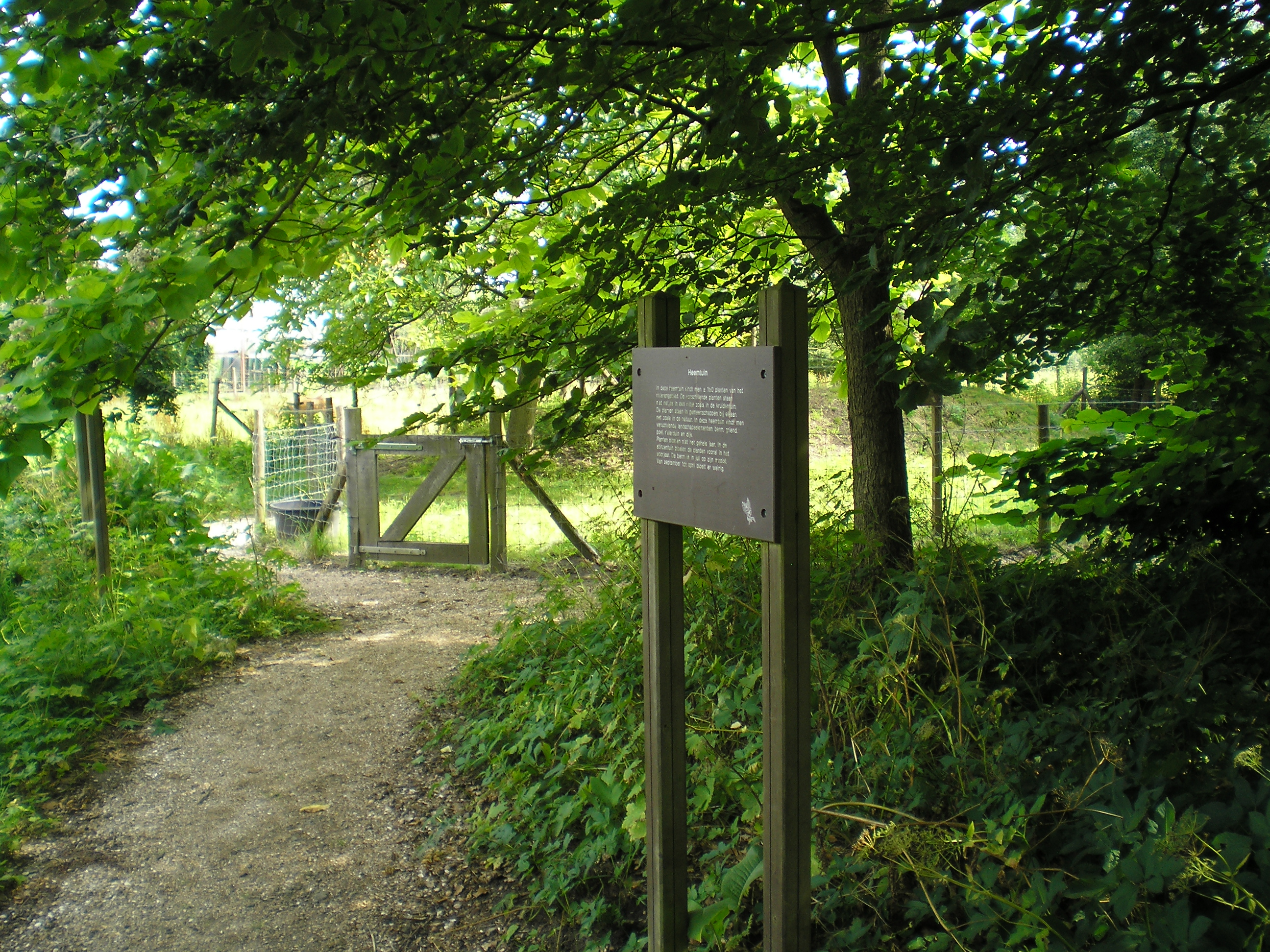
Heemtuin achter de Nonnenstraat 73
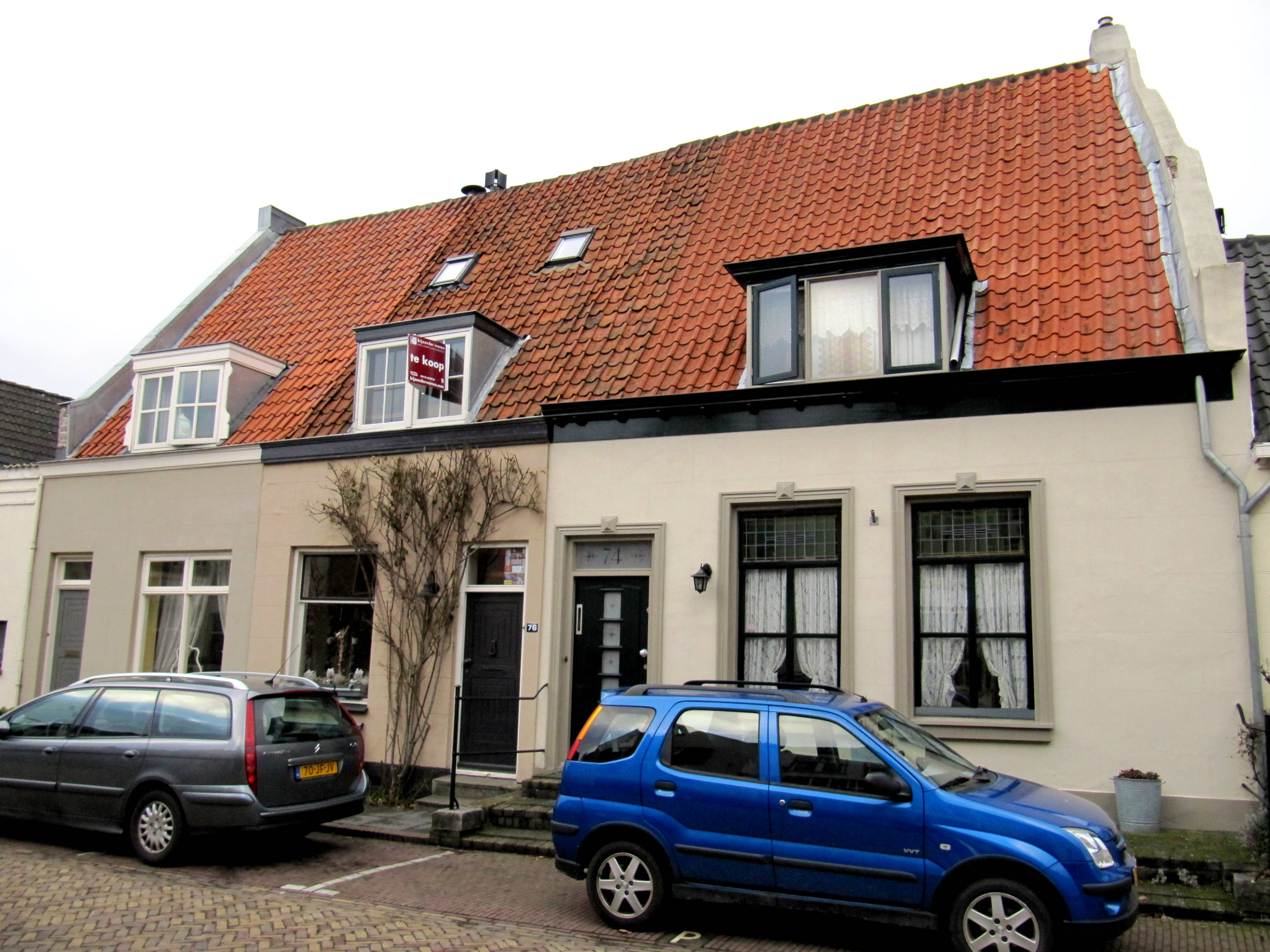
Nonnenstraat 74-76-78 (rijksmonumenten)
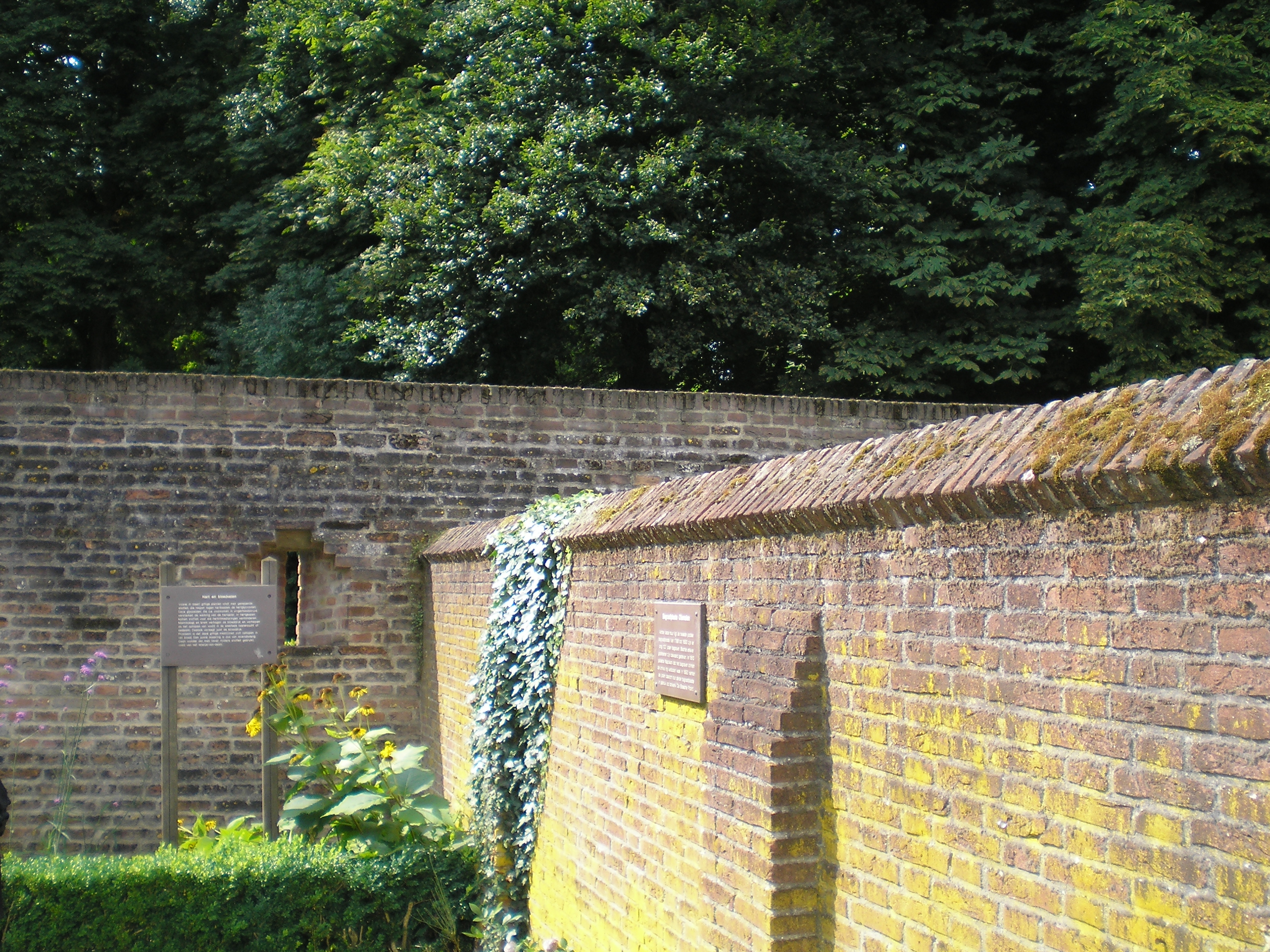
Kruidentuin aan de Oliemolen met rechts de Joodse begraafplaats Oliemolen (rijksmonument) en achterin de oude stadsmuur van Zaltbommel

Boschstraat ·
De Virieusingel ·
Gamerschestraat ·
Gasthuisstraat ·
Kerkplein ·
Kerkstraat · 
Korte Steigerstraat ·
Korte Strikstraat ·
Lange Steigerstraat · 
Markt ·
Nieuwstraat ·
Nonnenstraat ·
Oliemolen ·
Oliestraat ·
Steenweg ·
Tolstraat · 
Vismarkt · 
Waalkade · 
Waterstraat · 
Zandstraat